# Douglas Head
Douglas Head (manx Kione Ghoolish) - półwysep położony jest około 2 kilometrów na wschód od Douglas na Wyspie Man.  
W 1857 roku uruchomiono na nim latarnię morska Douglas Head.